# 夏茸尕布·洛桑隆仁丹贝嘉措
夏茸尕布·洛桑隆仁丹贝嘉措（藏語：ལ་མོ་ཞབས་དང་དཀར་པོ་ས་ཕེང་བརད་པ་བོ་བཟང་ལང་རླགས་བསན་པ་ར་མཚ，1929年—1991年5月30日），原俗名“桑吉加”，男，藏族，青海海晏人，第八世（不计追认）夏茸尕布活佛。

## 生平
第七世夏茸尕布活佛圆寂后，其管家格登普雄到西藏拉萨，将该消息禀告十三世达赖。随后奉达赖旨意，依循有关事宜，陆续在青海省达如玉、尖扎县、贵德县、贵南县、同德县、化隆县、刚察县等地选出年满3岁的300名第七世夏茸尕布活佛转世灵童的候选人，经嘉杰塔秀嘉措筛选出5名候选人，随后将这5人的父母及本人的姓名、出生地等情况分别写在不同的纸上，经密封后，由高僧格登普雄率人再赴拉萨呈告十三世达赖，最终正式认定达如玉地方牧民夫妇楞志、华吉之子桑吉加为第七世夏茸尕布活佛的转世灵童。
桑吉加1929年生于青海省海晏县一个藏族家庭。1931年两岁时，被选定成为第七世夏茸尕布活佛的转世灵童。1932年农历四月十五日，被迎入青海省尖扎县德虔寺坐床，成为第八世夏茸尕布活佛。他三岁开始识字并学习佛经。同年，在德虔寺由嘉杰塔秀嘉措授沙弥戒，取法名“洛桑隆仁丹贝嘉措”。此后，在经师雍增·洛桑克珠嘉措的教育下，开始学习藏文及佛教经典。他还和第八世拉茂赛赤活佛等人一起拜洛桑旦巴为师。继而，他又拜嘉杰塔秀嘉措为师，随嘉杰塔秀嘉措先后在德虔寺、周尕麦梅龙寺等寺院聆听说法。
1937年到1948年，夏茸尕布活佛先后拜九世班禅和十世班禅的经师拉果仓·久美成来嘉措等高僧为师，学习藏文以及佛教经典；其后开始管理所属37个寺院的教务及日常事务，并且出任塔尔寺法台。16岁时，他获经师批准，独自先后赴青海省达如玉、共和县、贵德县等地的下属寺院弘法，为成千上万信众诵经灌顶，历时18天。此后，他拜拉果仓·久美成来嘉措为师，在塔尔寺学习佛教经典。1947年，他与内蒙古乌兰活佛一起在拉果仓·久美成来嘉措膝前接受近圆戒。 
中华人民共和国成立后，夏茸尕布活佛历任西北军政委员会、行政委员会、民族委员会委员，海北藏族自治州州长（1953年任海北藏族自治区主席，后改为海北藏族自治州州长），青海省民族事务委员会副主任，第三、四届青海省政协副主席，第五、六、七届青海省人大常委会副主任等职，他是第一、二、三、五、六、七届全国人大代表。还是中国佛教协会副会长，青海省佛教协会会长。
1951年，夏茸尕布活佛组织致敬团进京，受到毛泽东、周恩来等党和国家领导人接见。1951年《十七条协议》签署后，1952年他受中华人民共和国中央人民政府委派，护送十世班禅进西藏。1956年11月，夏茸尕布活佛赴印度出席釋迦牟尼佛涅槃两千五百周年纪念活动；在新德里参加了世界艺术展览会以及“佛教对人类的贡献”座谈会；访问了加尔各答摩诃菩提会。
1959年秋，因为国家建设中国第一个核武器研制基地中国人民解放军第二二一厂的需要，1700余户世居金银滩草原的牧民需要搬迁。身为海北藏族自治州第一任州长的夏茸尕布活佛亲自到牧民中间动员，并且让他的母亲一家带头第一个搬迁，由此在三天之内全部顺利完成了搬迁工作。此后他不断走访已搬迁的牧民，有力地改善了已搬迁的牧民的生活条件。
文化大革命期间，夏茸尕布活佛被捕入狱。1977年12月，恢复青海省政协副主席职务。1979年8月，出任青海省人大常委会副主任后，支持改革开放，落实中国共产党的民族宗教政策，调处草山纠纷，为经济和社会发展、民族团结、社会稳定作出了贡献。1986年，青海省藏语佛学院开学，夏茸尕布活佛出任该学院首任院长。
1991年5月30日，夏茸尕布·洛桑隆仁丹贝嘉措在西宁病逝，享年62岁。1991年6月8日，夏茸尕布活佛的追悼会在西宁召开，丁关根、习仲勋、阿沛·阿旺晋美、帕巴拉·格列朗杰、赵朴初等人以及全国人大常委会、中共中央组织部、中共中央统战部、国家民委、国务院宗教局、中国佛教协会发来唁电并送花圈，青海省各界人士以及夏茸尕布活佛的亲属和生前友好、塔尔寺和德虔寺的僧人共700余人参加了追悼会。其灵塔供在海晏县白佛寺。